# Distocyclus
Distocyclus is een geslacht van straalvinnige vissen uit de familie van de Amerikaanse mesalen (Sternopygidae).

## Soorten
- Distocyclus conirostris (Eigenmann & Allen, 1942)
- Distocyclus guchereauae Meunier, Jégu & Keith, 2014